# Troglocyphoniscus absoloni
Troglocyphoniscus absoloni är en kräftdjursart som beskrevs av Hans Strouhal 1939. Troglocyphoniscus absoloni ingår i släktet Troglocyphoniscus och familjen Trichoniscidae. Inga underarter finns listade i Catalogue of Life.